# Familiare del Boccati
Familiare del Boccati (Lucca, XV secolo – ...) è stato un pittore italiano.

## Biografia
Fu un pittore attivo a Lucca nella seconda metà del XV secolo, e la sua persona è stata legata al nome di Giovanni Boccati, identificata dallo storico d'arte Roberto Longhi. Studi successivi lo hanno spostato verso il territorio toscano dominato da Andrea del Castagno, Filippo Lippi e Domenico Veneziano. Gli ultimi studi lo identificano come esponente della pittura lucchese come i contemporanei Baldassare di Biagio e di Michele Campanati.

## Opere
- Madonna col Bimbo 75,5x56, 1470 circa.